# Érik Friess
Érik Friess (18 de septiembre de 1977) es un deportista francés que compitió en esgrima, especialista en la modalidad de florete. Ganó una medalla de plata en el Campeonato Europeo de Esgrima de 2002, en la prueba por equipos.

## Palmarés internacional
| Campeonato Europeo | Campeonato Europeo | Campeonato Europeo | Campeonato Europeo  |
| Año                | Lugar              | Medalla            | Prueba              |
| ------------------ | ------------------ | ------------------ | ------------------- |
| 2002               | Moscú (Rusia)      | Medalla de plata   | Florete por equipos |